# エディス・C・エヴァンズ
エディス・コース・エヴァンズ（Edith Corse Evans、1875年9月21日 - 1912年4月15日）は、アメリカ合衆国出身のタイタニック号乗客である。彼女は、1等船客の中で死亡した5人の女性のうちの1人だった。

## 前半生
1875年、ペンシルベニア州フィラデルフィアで裕福な家庭に生まれた。父キャドワレイダー (Cadwalader Evans) は弁護士、母アンジェリン (Angeline Burr Corse) は女性運動の活動家だった。2人姉妹の次女で、姉のレナ（Lena Cadwalader Evans）は画家として名を知られていた。
独り身だったエヴァンズはニューヨークに長く居住し、ザ・コロニアル・デームズ・オブ・アメリカという団体に加入していた。アメリカ合衆国の植民地時代に活躍した弁護士アンドリュー・ハミルトンの子孫にあたり、系図学に深い関心を寄せていた。

## タイタニック号
イングランドで行われた一族の葬儀に出席した帰り、4月10日にシェルブール港からタイタニック号に乗船した。彼女は1等船室のA-29号を割り当てられた。
独り身で旅をしていたエヴァンズには、付き添いの男性がいなかった。エヴァンズと同じく一等船客で戦史研究家として知られていたアーチボルト・グレーシー大佐は、同様の立場にあった他の4人の女性とエヴァンズに対して、船内で彼女たちへのエスコートを申し出ていた。事故発生後、グレーシーはエヴァンズともう1人の女性キャロライン・ブラウンを救命ボート付近まで送り届けた。2人は一度救命ボートに乗り損ねた。もう1艘の救命ボートD号は、2時9分に降下の準備ができていたがエヴァンズとブラウンの両方を乗せる余裕がなかった。エヴァンズは渋るブラウンに何度も「家でお子さんたちが待っているのだから、先にお行きなさい」と勧めた。救命ボートD号は、エヴァンズを船上に残したまま離船した。
後に生還を果たしたグレーシーは、エヴァンズが数年前ロンドンで「水に気をつけるように」と占い師に言われたと語っていたことを証言している。
エヴァンズの遺体は、ついに確認されなかった。1912年4月22日、ニューヨークのグレース・チャーチで追悼式が執り行われ、彼女を記念するプレートが掲げられることになった。